# Paramount Television Studios
Pour les articles homonymes, voir Paramount (homonymie).
Paramount Television Studios, anciennement Paramount Television, était une société de production de télévision américaine qui faisait partie du groupe Viacom. 
Fondée en 1966 par le groupe par Gulf+Western, en la fusionnant avec Desilu Productions, elle était chargée de s'occuper des activités de production télévisée de Paramount Pictures. Elle ferme néanmoins ses portes en 2006, avant d'être relancée en 2016 par Viacom.
Parmi les séries qui ont été produites par Paramount Television Studios, on peut citer Frasier, Charmed, NCIS : Enquêtes spéciales, Dead Zone, Les Désastreuses Aventures des orphelins Baudelaire, 13 Reasons Why et The Haunting. Paramount Television Studios gérait aussi un vaste catalogue de séries télévisées qui comprend des séries classiques comme Mannix ou La Quatrième Dimension.
En 2024, la société ferme une seconde fois et ses productions sont transférées à sa société sœur, CBS Studios.

## Histoire
En janvier 2020, Paramount Television devient Paramount Television Studios et se dote d'un nouveau logo.